# Brüggenit
Brüggenit ist ein sehr selten vorkommendes Mineral aus der Mineralklasse der „Oxide und Hydroxide“. Es kristallisiert im monoklinen Kristallsystem mit der Zusammensetzung Ca(IO3)2 · H2O, ist also chemisch gesehen ein wasserhaltiges Calciumiodat, also ein Salz der Iodsäure.
In reiner Form ist Brüggenit farblos und durchsichtig. Durch vielfache Lichtbrechung aufgrund von Gitterbaufehlern oder polykristalliner Ausbildung kann er aber auch weiß erscheinen und durch Fremdbeimengungen eine hellgelbe Farbe annehmen, wobei die Transparenz entsprechend abnimmt.

## Besondere Eigenschaften
Brüggenit ist allgemein wasserlöslich, wobei er sich in heißem Wasser schnell auflöst, in kaltem Wasser dagegen nur langsam. Wie alle Iodate ist Brüggenit ein starkes Oxidationsmittel und somit als Mineral nur wenig stabil.

## Etymologie und Geschichte
Erstmals entdeckt wurde Brüggenit in der Pampa del Pique III in der chilenischen Región de Antofagasta und beschrieben 1971 durch George Edward Ericksen (1920–1996), M. E. Mrose und J. W. Marinenko, die das Mineral nach Juan Brüggen (1887–1953) benannten. Brüggen war Professor an der Universidad de Chile und schrieb das erste Fachbuch zum Thema Geologie von Chile (Fundamentos de la Geologia de Chile, 1950).
Typmaterial des Minerals wurde im National Museum of Natural History in Washington D.C. (Register-Nr. 122445) hinterlegt.

## Klassifikation
In der veralteten 8. Auflage der Mineralsystematik nach Strunz war der Brüggenit noch nicht aufgeführt.
In der zuletzt 2018 überarbeiteten Lapis-Systematik nach Stefan Weiß, die formal auf der alten Systematik von Karl Hugo Strunz in der 8. Auflage basiert, erhielt das Mineral die System- und Mineralnummer IV/L.01-020. Dies entspricht der Klasse der „Oxide und Hydroxide“ und dort der Abteilung „Jodate“, wo Brüggenit zusammen mit Dietzeit und Lautarit eine unbenannte Gruppe mit der Systemnummer IV/L.01 bildet.
Die von der International Mineralogical Association (IMA) zuletzt 2009 aktualisierte 9. Auflage der Strunz’schen Mineralsystematik ordnet den Brüggenit in die Klasse der „Oxide (Hydroxide, V[5,6]-Vanadate, Arsenite, Antimonite, Bismutite, Sulfite, Selenite, Tellurite, Iodate)“ und dort in die Abteilung „Iodate“ ein. Hier ist das Mineral in der Unterabteilung „Iodate ohne zusätzliche Anionen; mit H2O“ zu finden, wo es als einziges Mitglied eine unbenannte Gruppe mit der Systemnummer 4.KC.10 bildet.
In der vorwiegend im englischen Sprachraum gebräuchlichen Systematik der Minerale nach Dana hat Brüggenit die System- und Mineralnummer 21.01.02.01. Das entspricht der Klasse der „Carbonate, Nitrate und Borate“ und dort der Abteilung „Iodate - wasserfreie und wasserhaltige“. Hier findet er sich innerhalb der Unterabteilung „Iodate - wasserfreie und wasserhaltige mit verschiedenen Formeln“ als einziges Mitglied in einer unbenannten Gruppe mit der Systemnummer 21.01.02.

## Bildung und Fundorte
Brüggenit findet sich zusammen mit Nitronatrit als Rissfüllungen (Imprägnation) in zersetzten Rhyolith-Tuffen. Neben Nitronatrit können auch Anhydrit, Lautarit, Hydroboracit und Halit als Begleitminerale auftreten.
Neben der Typlokalität Pampa del Pique III ist bisher (Stand: 2012) nur noch bei Zapiga in der ebenfalls in Chile liegenden Provinz Iquique (Región de Tarapacá) als weiterer Fundort für Brüggenit bekannt.

## Kristallstruktur
Brüggenit kristallisiert monoklin in der Raumgruppe P21/c (Raumgruppen-Nr. 14) mit den Gitterparametern a = 8,50 Å; b = 10,00 Å; c = 7,50 Å und β = 95,2° sowie 4 Formeleinheiten pro Elementarzelle.